# Померанцев Ігор Якович
Померанцев Ігор Якович (рос. Померанцев Игорь Яковлевич, народ. 11 січня 1948, Саратов, СРСР) — британський прозаїк, поет, журналіст, правозахисник, радянський дисидент. Пише російською мовою. Вважає себе українцем.

## Життєпис
Ігор Померанцев народився у російському місті Саратові у сім'ї військового журналіста Якова Ізраїлевича Померанцева (1910—1969), уродженця Одеси, учасника німецько-радянської війни 1941-1945, майора. Мати — Галина Іванівна Погорєлова, уродженка Вовчанська (Харківська обл.). Перші 5 років прожив у Забайкаллі, у 1953 р. сім'я переїхала у Чернівці.
У Чернівцях закінчив школу і факультет романо-германської філології Чернівецького університету (1970). Вчителював у карпатському селі Селятин, працював у Києві в патентному бюро.
У 1976 році заарештований КДБ і звинувачений у зберіганні й розповсюдженні «антирадянської» політичної літератури, слуханні «ворожих голосів» і підтриманні контактів з іноземцями[джерело?].
В 1978 був змушений емігрувати з СРСР, разом з дружиною і 10-місячним сином — спочатку до ФРН, а згодом до Великої Британії. Відтоді живе у Західній Європі (Англія, Німеччина, Чехія). Працює радіожурналістом на Бі-бі-сі, «Радіо Свобода».
На початку своєї літературної кар'єри розвивався як поет, потім як радіожурналіст, автор радіоп'єс. Рідною мовою вважає російську, але саме українській завдячує відчуттям коріння.
Автор ідеї літературного фестивалю Meridian Czernowitz. У 2012 році разом із Діаною Клочко заснував Літературну премію «Metaphora».
Його син Пітер Померанцев — автор книги «Нічого правдивого й усе можливе: Пригоди в сучасній Росії» (англ. «Nothing Is True and Everything Is Possible: The Surreal Heart of the New Russia», 2014, український переклад 2015).

## Твори
Уперше його есеї в українських перекладах Івана Кошелівця опублікувала мюнхенська «Сучасність». Автор ряду книжок прози та віршів.
- «Альбы и серенады» (1985)
- «Стихи разных дней» (1993)
- Предметы роскоши: Belles-lettres. Проза. (1995)
- По шкале Бофорта. Эссе. (1997)
- News. Стихи. Проза. (1998)
- Почему стрекозы? — СПб.: Изд. ж-ла «Звезда», 1999. — 136 c.
- «Красное сухое» (2000)
- Радио «С». Книга радиосюжетов. (2002)
- Те, кто держали нас за руку, умерли. Избранные стихи. (2005)
- «Служебная лирика» (2007)
- «Винные лавки» (Meridian Czernowitz, 2010)
- «Czernowitz. Черновцы. Чернівці», Meridian Czernowitz, (2012)
- КГБ и другие стихи. (2010)
- Смерть в лучшем смысле этого слова. (2015)
- «Вы меня слышите? Дневник» (Meridian Czernowitz, 2018)

### Переклади українською
У часописах
- Ігор Померанцев. «Око і сльоза». Переклад з російської: ?. Мюнхен: часопис «Сучасність». № 4 (220). 1979. стор. 5-31
- Ігор Померанцев. «Право читати». Переклад з російської: Іван Кошелівець. Мюнхен: часопис «Сучасність». № 7-8 (223). 1979. стор. 65-78
- Ігор Померанцев. «Кілька думок про катарсис». Переклад з російської: ?. Мюнхен: часопис «Сучасність». № 1 (229). 1980. стор. 24-40
- Ігор Померанцев. «Життя в Кельні» (Гамлет з Кельну. Оскар Мацерат. На виставці. Сира принада світу). Переклад з російської: ?. Мюнхен: часопис «Сучасність». № 6 (234). 1980. стор. 85-94
- Ігор Померанцев. «Фантастичне в ранній прозі Гоголя». Переклад з російської: ?. Мюнхен: часопис «Сучасність». № 11 (307). 1986. стор. 20-33

Книги
- Ігор Померанцев. «КҐБ та інші…». Переклад з російської: Іван Андрусяк (поезія), Діана Клочко (сучасні рефлексії). Київ: «Грані-Т» (серія «De profundis»), 2009. 240 с. ISBN 978-966-465-251-0[4]
- Ігор Померанцев. «Винарні». Переклад з російської: О. Бойченко, Діана Клочко, Е. Соловей. Київ: Майстер книги, Чернівці: Meridian Czernowitz, 2011. 184 стор. ISBN 978-966-2578-06-5
- Ігор Померанцев. «Homo eroticus». Переклад з російської: О. Бойченко, Діана Клочко. Київ: Дух і літера, 2013. 160 с. ISBN 978-966-378-285-0[5]
- Ігор Померанцев. «Вільний простір»: радіощоденник письменника. Переклад з російської і упорядник: Діана Клочко. — Львів: Видавництво Українського католицького університету, 2014. 247 стор. ISBN 978-966-2778-20-5